# Frakt- och lastutrymmesbörs
En lastrums- och fraktbörs eller transporttbörs är en virtuell marknadsplats för – speditörer, åkerier och lastbilschaufförer. Här kan man lägga in gods och frakt samt söka efter lastrumserbjudanden eller lediga fordon som söker något att transportera. Lastbilar kan på så sätt optimera kapacitetsutnyttjande och undvika att köra med tomma lastbilar.